# Macrosteles lepida
Macrosteles lepida är en insektsart som beskrevs av Van Duzee 1894. Macrosteles lepida ingår i släktet Macrosteles och familjen dvärgstritar. Inga underarter finns listade i Catalogue of Life.